# Национално знаме на Йордания
Националното знаме на Йордания е прието на 2 септември 1920 година. Базирано е на знамето по време на арабското въстание против Османската империя по време на Първата световна война. Състои се от три хоризонтални ивици в черно, бяло и зелено, с червен триъгълник с бяла седем лъчна звезда от лявата страна. Цветовете представляват халифатите Абасид, Умаяд и Фатимид. Червеният цвят представлява Хашемидската династия и арабското въстание. Звездата, която се намира в червения триъгълник има седем лъчи и означава първите седем сура от Корана и единството на арабския народ.